# Langenbernsdorf
Die Gemeinde Langenbernsdorf liegt im westsächsischen Landkreis Zwickau.

## Lage
Langenbernsdorf liegt im Westen Sachsens und grenzt damit unmittelbar an den Freistaat Thüringen. Langenbernsdorf grenzt im Süden an den Werdauer Wald und im Nordosten an die Talsperre Koberbach. Diese wird durch den direkt durch Niederalbertsdorf fließenden Koberbach und den Erdbach gespeist. Zur Zeit der DDR durfte sich Langenbernsdorf mit dem Titel „Längstes Dorf“ schmücken. Der äußerste Westen der Gemeinde zählt bereits zum Ronneburger Acker- und Bergbaugebiet.

### Geologie
Langenbernsdorf liegt in der Vorerzgebirgs-Senke, die eine Ausdehnung von etwa 70 × 30 Kilometern hat und sich von Hainichen im Osten, Zwickau im Süden, Werdau und Crimmitschau im Westen und Glauchau und Altenburg im Norden erstreckt. Zeitlich wird die Vorerzgebirgs-Senke zum Rotliegend gezählt (Perm), das Gebiet von Langenbernsdorf zählt bei genauerer Unterteilung zur Mülsen-Formation. Typische Aufschlüsse befinden sich am Nordrand der Kobertalsperre oder beispielsweise an der Hauptstraße 9 in Langenbernsdorf. Das Gestein ist ein Fanglomerat, das durch Schuttströme aus dem Bergaer Sattel gebildet wurde. Weitere Liefergebiete für die Mülsenformation sind das Erzgebirge (Süden) und das Granulitgebirge (Nordosten).

### Nachbargemeinden
| Gemeinde Seelingstädt mit OT Chursdorf im Landkreis Greiz im Freistaat Thüringen                    | Stadt Crimmitschau im Landkreis Zwickau     | Gemeinde Neukirchen im Landkreis Zwickau |
| Gemeinde Mohlsdorf-Teichwolframsdorf OT Teichwolframsdorf im Landkreis Greiz im Freistaat Thüringen | Kompassrose, die auf Nachbargemeinden zeigt |                                          |
| | Stadt Werdau im Landkreis Zwickau           |                                          |

Die Stadt Crimmitschau grenzt mit den Ortsteilen Blankenhain und Langenreinsdorf nur mittelbar an, die Stadt Werdau unmittelbar und mit den Ortsteilen Langenhessen und Leubnitz, letztgenannter mit der Leubnitzer Waldsiedlung.

### Gemeindegliederung

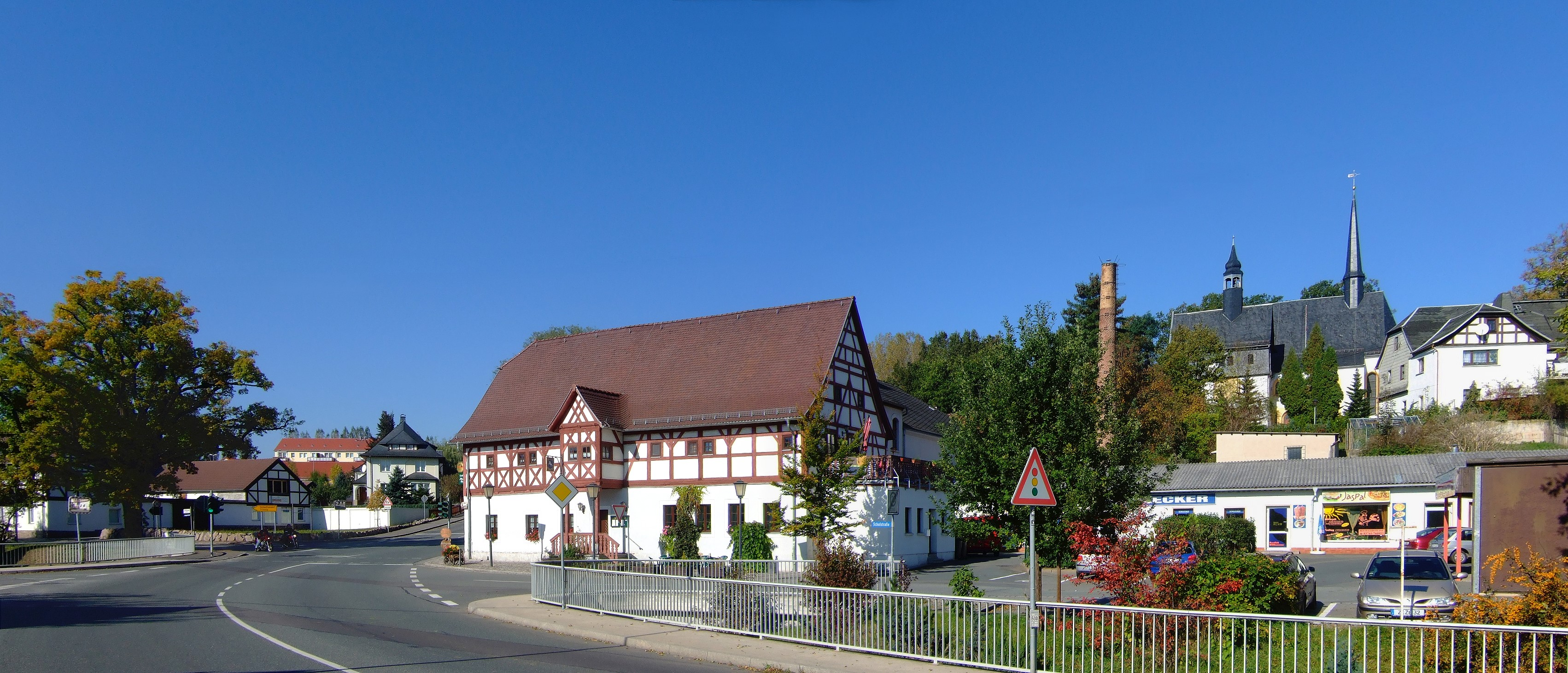
Langenbernsdorf

Die Gemeinde Langenbernsdorf besteht seit 1994 als freiwillige Einheitsgemeinde, bestehend aus den vorher selbstständigen Ortsteilen Langenbernsdorf (mit Stöcken), Niederalbertsdorf und Trünzig.

## Geschichte
Langenbernsdorf wurde erstmals 1251 als Bernsztorff oder 1257 schriftlich erwähnt als „Bernztorff“. Der Ort soll jedoch seit Gründung des vogtländischen Klosters Cronschwitz um 1250 zu diesem Nonnenkloster gehört haben. Urkundlich belegt ist die Inkorporation der Pfarre von Langenbernsdorf zum Kloster erst 1302. Bestätigt wurde diese kirchliche Eingliederung auch durch Papst Clemens VI. im Jahr 1347. Diese Lehenspflicht gegenüber Cronschwitz hatte Bestand bis zur Reformation.
Ab 1952 bis zur Wiedervereinigung Deutschlands 1990 gehörte Langenbernsdorf zum Bezirk Karl-Marx-Stadt, Kreis Werdau und im Anschluss bis 1994 zum Landkreis Werdau.
Niederalbertsdorf wurde erstmals 1349 urkundlich erwähnt. Kleinbernsdorf, welches 1222 erstmals erwähnt wurde, gehört seit 1936 zu Niederalbertsdorf.
Das Gleiche geschah mit Oberalbertsdorf 1957. Dieses wurde 1445 urkundlich erwähnt.
Trünzig wurde erstmals 1313 unter dem Namen „Drunz“ erwähnt; 1533 erfolgte eine Erwähnung als „Druntzig“. Um 1550 befand sich der Ort im Besitz der Brüder Friedrich und Georg, Edle von Planitz.
In Langenbernsdorf wurden 1556–1560 Hexenverfolgungen durchgeführt: 1556 wurde Bartholomäus Gerngroß, Pfarrer in Langenbernsdorf, des Amtes enthoben unter dem Vorwurf der wissentlichen Duldung von Zauberei. 1560 geriet „die alte Kunzin“ in einen Hexenprozess, wurde gefoltert und starb in der Haft.
Im Jahr 1801 umfasste Trünzig 90 Häuser, in denen 550 Einwohner lebten. Eine Wasser- und eine Windmühle (abgerissen um die Jahrhundertwende) sowie ein Gasthof vervollständigten das Ortsbild.
Trünzig besteht aus drei Ortsteilen: Walddorf (früher Mansbachsche Häuser), Wolframsdorf (ehemals Seeligstätter Waldhäuser) und Trünziger Waldhäuser (Ortsmitte). Daraus leitet sich auch der Name „Trünzig“ ab; er wurde aus dem Wortstamm Trunka, „Dreierdorf“ gebildet. Nach der Eingemeindung von Wolframsdorf und Walddorf sind in Trünzig fast alle Ortsformen vorhanden, die es in dieser Region gibt. Der Ortskern, der ein Haufendorf bildet, Wolframsdorf ein Straßendorf und Walddorf, als eine weiträumige Streusiedlung.

### Religionen
In der Gemeinde Langenbernsdorf befinden sich insgesamt sechs evangelisch-lutherische und eine methodistische Kirche. Langenbernsdorf gehört zum Kirchenbezirk Zwickau, der zur Evangelisch-Lutherischen Landeskirche Sachsen zählt. In Langenbernsdorf befinden sich die Kirchgebäude St. Katharinen und St. Nicolai, in Niederalbertsdorf St. Petri (Kleinbernsdorf), St. Oswald (Niederalbertsdorf) und St. Nikolai (Oberalbertsdorf) und in Trünzig eine Dorfkirche ohne spezielle Bezeichnung.

### Eingemeindungen
| Ehemalige Gemeinde | Datum                  | Anmerkung                            |
| ------------------ | ---------------------- | ------------------------------------ |
| Kleinbernsdorf     | 1. Oktober 1936        | Eingemeindung nach Niederalbertsdorf |
| Kleinrußdorf       | vor 1880               | Eingemeindung nach Niederalbertsdorf |
| Niederalbertsdorf  | 1. März 1994           | Eingemeindung nach Langenbernsdorf   |
| Oberalbertsdorf    | 20. Juni 1957          | Eingemeindung nach Niederalbertsdorf |
| Stöcken            | 1. Januar 1935         |                                      |
| Trünzig            | 1. Januar 1994         | Eingemeindung nach Langenbernsdorf   |
| Walddorf           | zwischen 1850 und 1880 | Eingemeindung nach Trünzig           |
| Wolframsdorf       | zwischen 1850 und 1880 | Eingemeindung nach Trünzig           |

### Einwohnerentwicklung
1553/1554 wurden in Langenbernsdorf 100 besessene Mann, 18 Häusler und 59 Inwohner gezählt; 1764 waren es 123 besessene Mann und 53 Häusler. 1933 hatte Langenbernsdorf 2.502, Niederalbertsdorf 559 und Trünzig 1.040 Einwohner.
Entwicklung der Einwohnerzahl (ab 1998 31. Dezember):
| - 1990: 3.716 - 1998: 4.094 - 1999: 4.085 - 2000: 4.051 - 2001: 4.036 | - 2002: 4.013 - 2003: 3.991 - 2004: 4.003 - 2005: 3.989 - 2006: 3.975 | - 2007: 3.922 - 2008: 3.903 - 2009: 3.830 - 2010: 3.813 - 2011: 3.753 | - 2012: 3.665 - 2013: 3.628 - 2014: 3.582 - 2015: 3.553 - 2016: 3.561 | - 2017: 3.555 - 2018: 3.561 - 2019: 3.597 - 2020: 3.548 - 2021: 3.536 | - 2022: 3.524 (31.12.2022) - 2023: 3.505 (31.12.2023) |

Datenquelle ab 1998: Statistisches Landesamt Sachsen.

## Politik
- FWG: 2
- FDP: 2
- RBV: 2
- CDU: 6
- AfD: 4

### Gemeinderat
Der Rat der Gemeinde Langenbernsdorf setzt sich aus 16 Mitgliedern zusammen, die alle fünf Jahre neu gewählt werden. Die vergangenen Kommunalwahlen ergaben folgende Sitzverteilungen:
| Partei/Liste | 2024 | 2024  |      | 2019  | 2019 | 2014  | 2014 | 2009  | 2009 | 2004  | 2004 | 1999  | 1999 | 1994  | 1994 |
| Partei/Liste | %    | Sitze | %    | Sitze | %    | Sitze | %    | Sitze | %    | Sitze | %    | Sitze | %    | Sitze |      |
| --- | ---- | ----- | ---- | ----- | ---- | ----- | ---- | ----- | ---- | ----- | ---- | ----- | ---- | ----- | ---- |
| CDU | 35,0 | 6     | 43,0 | 7     | 40,1 | 6     | 40,0 | 6     | 56,2 | 9     | 58,8 | 10    | 49,5 | 8     |      |
| AfD | 28,0 | 4     | 12,9 | 2     | –    | –     | –    | –     | –    | –     | –    | –     | –    | –     |      |
| FWGL | 14,8 | 2     | 26,5 | 4     | 29,5 | 5     | 18,7 | 3     | –    | –     | –    | –     | –    | –     |      |
| FDP | 11,5 | 2     |      |       |      |       |      |       |      |       |      |       |      |       |      |
| RBV | 10,6 | 2     | 17,6 | 3     | 30,4 | 5     | 41,3 | 7     | –    | –     | –    | –     | –    | –     |      |
| FWG T/S | –    | –     | –    | –     | –    | –     | –    | –     | 23,5 | 4     | 41,2 | 6     | 31,7 | 5     |      |
| WV RVW | –    | –     | –    | –     | –    | –     | –    | –     | 20,3 | 3     | –    | –     | –    | –     |      |
| DBV | –    | –     | –    | –     | –    | –     | –    | –     | –    | –     | –    | –     | 18,8 | 3     |      |
| Gesamt | 100  | 16    | 100  | 16    | 100  | 16    | 100  | 16    | 100  | 16    | 100  | 16    | 100  | 16    |      |
| __________________________________ FWGL: Freie Wählergemeinschaft Langenbernsdorf RBV: Regionalbauernverband Westsachsen e. V. |      |       |      |       |      |       |      |       |      |       |      |       |      |       |      |

### Bürgermeister
Bei der Bürgermeisterwahl 1994 setzte sich Joachim Bär von der CDU mit 64,0 Prozent der Stimmen durch. Die Wiederwahl erfolgte 2001 mit 99,3 Prozent der Stimmen. 2005 wurde Elfi Rank (CDU) mit 52,1 Prozent der gültigen Stimmen zur Bürgermeisterin gewählt. 2012 setzte sich der Einzelbewerber Frank Rose mit 46,2 Prozent der Stimmen im 2. Wahlgang gegen Tobias Bär (CDU) und Ingrid Fischer (Freie Wähler) durch. Zur Bürgermeisterwahl 2019 wurde Frank Rose mit 82,3 % wiedergewählt.
Am 5. Dezember 2022 wurde Tobias Bär (CDU) vom Gemeinderat einstimmig zum Amtsverweser der Gemeinde gewählt, da der Bürgermeister sein Amt aus gesundheitlichen Gründen nicht ausüben kann und zum 1. April 2023 in den Ruhestand versetzt wurde.
Am 9. Juli 2023 wurde Tobias Bär (CDU) mit 97,24 % zum neuen Bürgermeister gewählt. Die Wahlbeteiligung betrug 50,4 %.
| Wahl | Bürgermeister | Vorschlag | Wahlergebnis (in %) |
| ---- | ------------- | --------- | ------------------- |
| 2023 | Tobias Bär    | CDU       | 97,2                |
| 2019 | Frank Rose    | Rose      | 82,3                |
| 2012 | Frank Rose    | Rose      | 46,2                |
| 2005 | Elfi Rank     | Rank      | 52,1                |
| 2001 | Joachim Bär   | CDU       | 99,3                |
| 1994 | Joachim Bär   | CDU       | 64,0                |

## Kultur und Sehenswürdigkeiten

### Musik
In Langenbernsdorf gibt es für die Kirchen St. Katharinen und St. Nicolai jeweils einen Kirchenchor. Außerdem gibt es einen Kinderchor und Angebote für Flötenunterricht, bis 2017 existierte ein Posaunenchor in der Kirchgemeinde. Außerhalb des kirchlichen Rahmens gibt es den Gesangverein zu Langenbernsdorf, die Kapelle der Freiwilligen Feuerwehr in Trünzig und bis mit Mitte der 2010er Jahre den Volkschor in Trünzig. Trünzig besitzt ebenfalls einen Posaunenchor. In Niederalbertsdorf gibt es einen Chor für alle drei Kirchen.

### Bauwerke

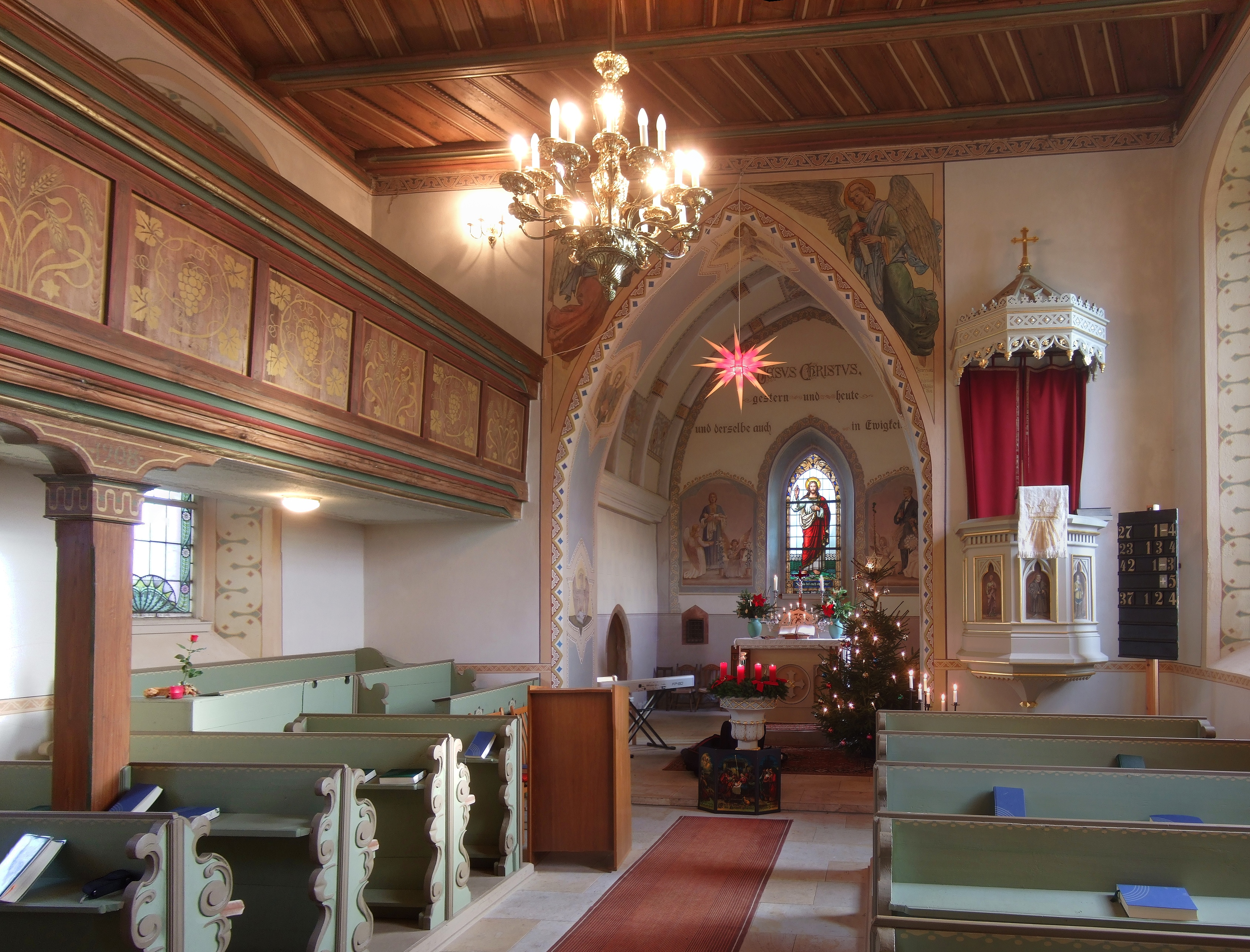
Kirche St. Petri

Zu den Sehenswürdigkeiten im Ortsteil Langenbernsdorf zählen die beiden Dorfkirchen St. Katharinen und St. Nicolai. Des Weiteren gibt es das um 1700 entstandene Bauerngehöft in der Teichwolframsdorfer Str. 5. Eine weitere Besonderheit ist das Kriegsgefallendenkmal am Park, das 1922 errichtet und 1975 entfernt wurde. 1993 wurde es restauriert und wiedererrichtet.
Im Ortsteil Niederalbertsdorf gibt es 78 unter Denkmalschutz stehende Gebäude und Gehöfte, besonders erwähnenswert sind die Fachwerkhäuser in der Dorfstraße (z. B. Nummer 64, 66, 76, 84, 86 und 127). Auch der historisch rekonstruierte Pfarrhof in Oberalbertsdorf sowie die Kirchen St. Nikolai, St. Petri, St. Oswald sind bemerkenswert.

### Naturschutz
- Siehe auch: Liste der Naturdenkmale in Langenbernsdorf

### Grünflächen und Naherholung
Direkt am Werdauer Wald befindet sich die Ausflugsgaststätte „Waldperle“. Ein beliebtes Ausflugsziel für Familien ist der Waldsportplatz Stöckener Hasenheide inmitten des Werdauer Waldes. Die Koberbach-Talsperre im Ortsteil Niederalbertsdorf dient heute hauptsächlich der Freizeit und Erholung. Sie ist das einzige größere Badegewässer in der näheren Umgebung.

### Sport
Einen hohen Stellenwert im Dorf hat der Reit- und Fahrsport. In Langenbernsdorf gibt es den Turn- und Sportverein Stöcken.

### Regelmäßige Veranstaltungen

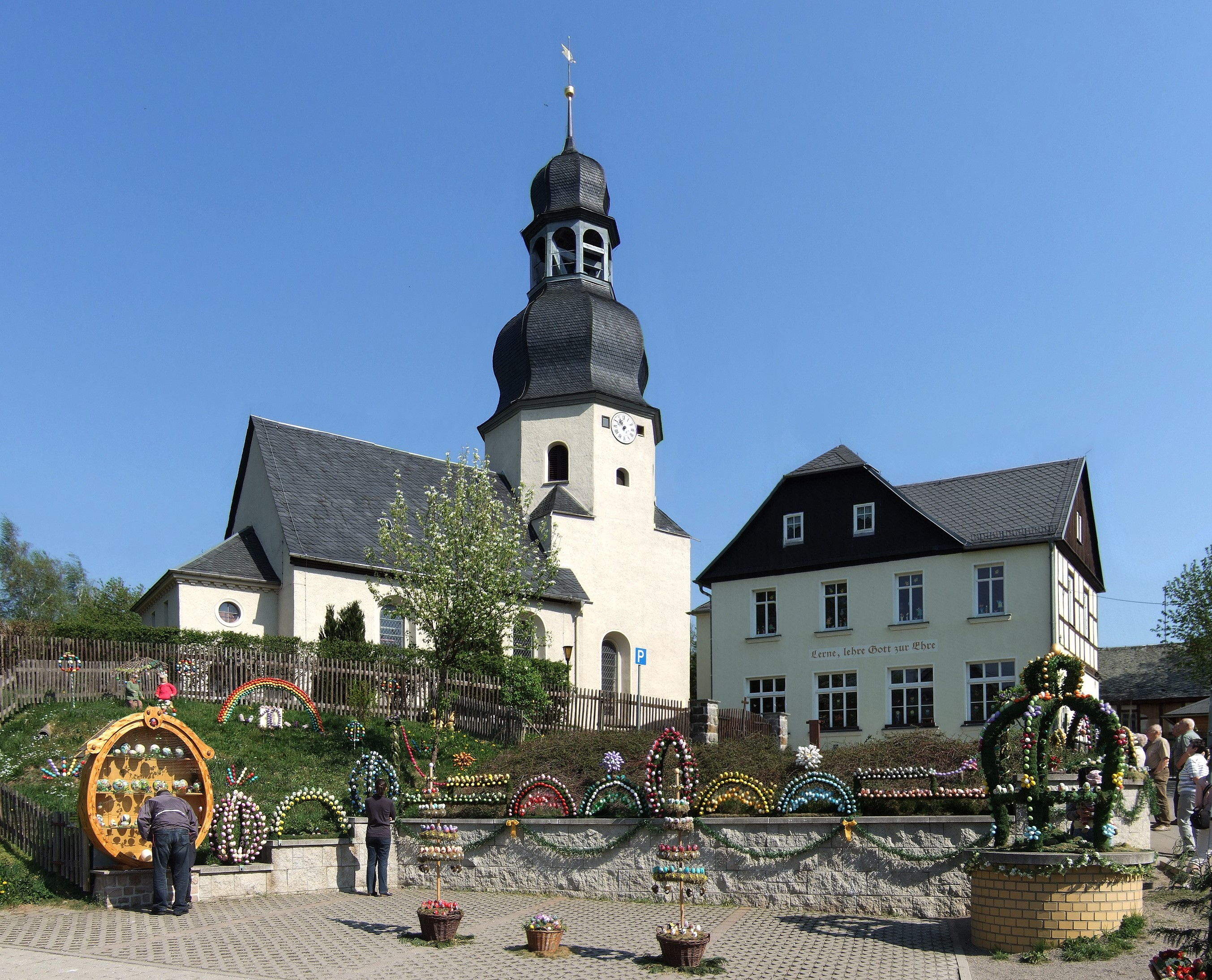
Osterbrunnen in Niederalbertsdorf

Die jährlich wiederkehrenden Veranstaltungen beginnen im März oder April mit Osterbrunnen und Osterfeuer in Niederalbertsdorf und dem traditionellen Maibaumsetzen in den drei Ortsteilen am 30. April / 1. Mai. Im Juni folgt das Oldtimer- und Schleppertreffen Niederalbertsdorf, das Dorf- und Kinderfest in Trünzig und das Reit- und Fahrturnier in Langenbernsdorf. Im August findet das Schützenfest in Niederalbertsdorf und am 3. Oktober die Feier zum Tag der Deutschen Einheit in Trünzig statt.

## Verkehr
Durch Langenbernsdorf und Oberalbertsdorf führt die Bundesstraße 175. Die Staatsstraße S 314 verbindet Langenhessen zwischen Werdau und Neukirchen über Langenbernsdorf mit Teichwolframsdorf. Eine gut ausgebaute Kreisstraße verbindet Trünzig mit Seelingstädt und Teichwolframsdorf. Von 1876 bis zum 29. Mai 1999 besaßen Langenbernsdorf und Trünzig mit jeweils einem Haltepunkt Anschluss an die Eisenbahnstrecke von Wünschendorf (Elster) nach Werdau. Die Haltepunkte Langenbernsdorf und Trünzig befanden sich weitab von bebautem Gebiet, mitten im Werdauer Wald. Am 30. Mai 1999 wurde der Personenverkehr eingestellt.

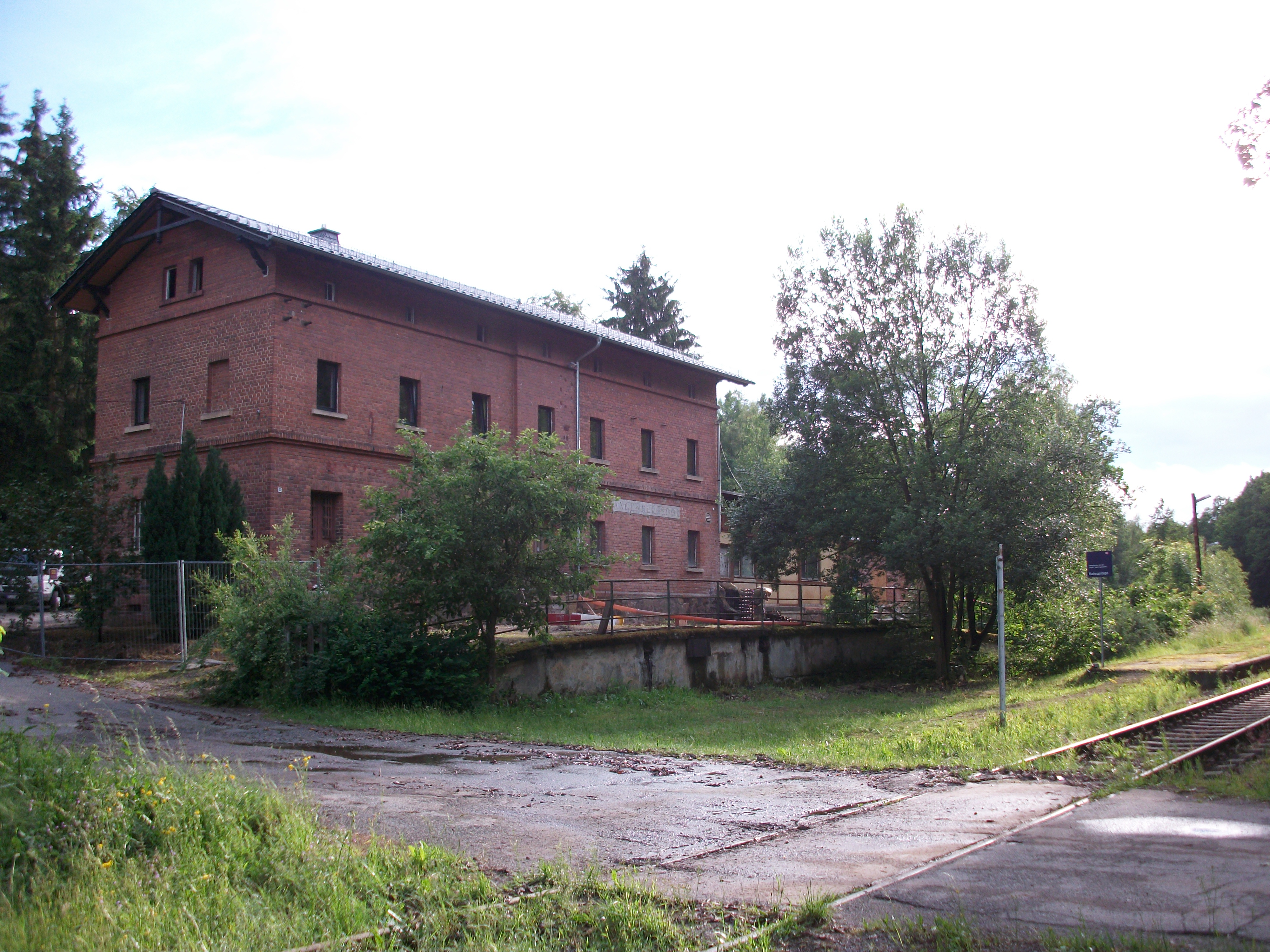
Haltepunkt Langenbernsdorf (2016)
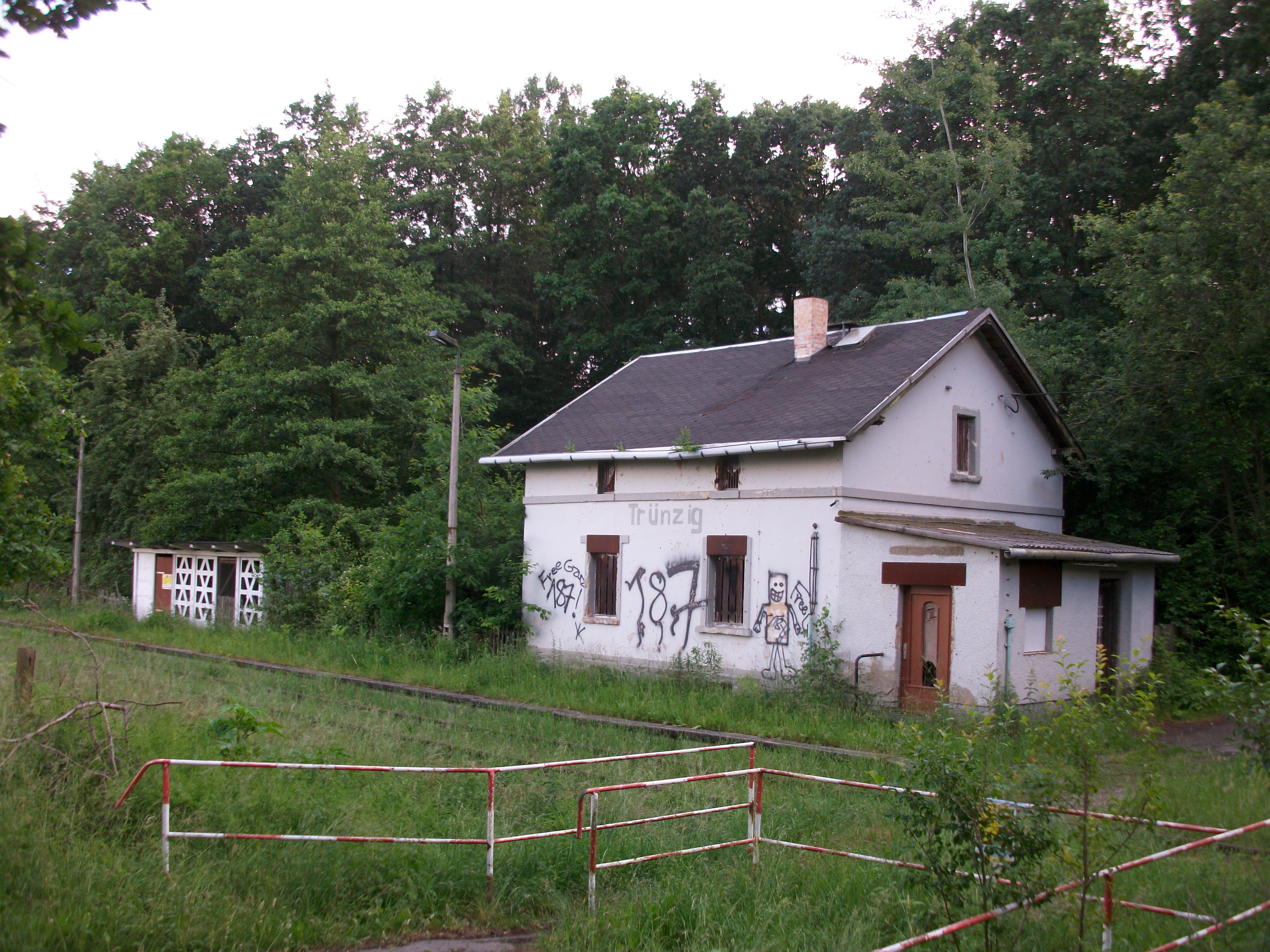
Haltepunkt Trünzig, Wohnhaus und Wartehalle (2016)

Langenbernsdorf und seine Ortsteile werden von mehreren ÖPNV-Buslinien aus Sachsen und Thüringen angefahren.

## Bildung
Im Ortsteil Langenbernsdorf gibt es eine Grundschule, einen evangelischen Hort und einen Kindergarten in Trägerschaft durch die Johanniter. Im Ortsteil Trünzig befindet sich ein Kindergarten in Trägerschaft durch die Volkssolidarität. Der Niederalbertsdorfer Kindergarten wird durch den Schulverein Langenbernsdorf getragen.
Vom Schuljahr 1991/92 bis 2003/2004 war die Schule in Langenbernsdorf eine Außenstelle der Diesterwegschule Werdau.

## Persönlichkeiten

### Söhne und Töchter
- Johann Ernst Spitzner (1731–1805), geboren in Oberalbertsdorf; evangelischer Theologe, Ökonom und Bienenzüchter in Trebitz
- Siegmund Wilhelm Spitzner (1764–1825), geboren in Oberalbertsdorf; von 1810 bis 1825 Bürgermeister in Potsdam.
- Martin Gotthard Oberländer (1801–1868), Jurist und liberaler Politiker; geboren in Langenbernsdorf.
- Albert Liebold (* 20. November 1891, † 30. März 1953 in Leipzig), Schriftsteller.[20]
- Franz Lenk (* 21. Juni 1898, † 13. September 1968 in Schwäbisch Hall), Maler.[21]
- Ortrun Enderlein (* 1943), Rennrodlerin, Olympiasiegerin; geboren in Trünzig.
- Andreas Dietel (* 1959), Eisschnellläufer
- Andreas Ehrig (* 1959), Eisschnellläufer und Sportwissenschaftler

### Weitere Persönlichkeiten
- Balthasar Andreas Spitzner (1679–1755), von 1716 bis 1755 Pfarrer in Oberalbertsdorf
- Johann Christian Bernhardt (1710–1758), Chirurg und Chemiker
- Hugo von Leipziger (1822–1896), Staatsminister in Sachsen-Altenburg, Besitzer des Rittergutes Wolframsdorf